# Naughty but Nice
Naughty but Nice – czwarty album studyjny niemieckiej wokalistki pop Sarah Connor wydany 21 marca 2005 w krajach niemieckojęzycznych oraz dnia 1 kwietnia 2005 w Polsce nakładem wytwórni Sony Music.
Krążek zadebiutował 18 maja 2005 na oficjalnym notowaniu w Japonii, gdzie przebywał przez 4 tygodnie, uzyskując najwyższą pozycję #127 i sprzedając się w nakładzie 4683 kopii.

## Informacje o albumie
Sarah Connor rozpoczęła prace nad krążkiem w roku 2004 kilka miesięcy po premierze jej poprzedniego krążka, Key to My Soul czego wynikiem była roczna muzyczna przerwa w wydawaniu muzyki. Wokalistka wkroczyła do studia po urodzeniu swojego pierwszego dziecka oraz w tym samym czasie, kiedy użyczała swego głosu jednej z postaci w filmie animowanym Roboty. To przedsięwzięcie Connor opisała:

"Podczas przesłuchania dubbingowego moje serce strasznie mocno biło, ponieważ robiłam to po raz pierwszy! Jestem bardzo dumna z faktu, iż zostałam poproszona o użyczenie głosu Cappy. W amerykańskiej wersji jej głosem mówiła Halle Berry. Ta praca była dla mnie wielkim wyzwaniem, bo kiedy dubbingujesz to tak naprawdę musisz grać. Razem z bohaterem śmiejesz się i płaczesz – to naprawdę wciąga."

## Produkcja
Nad produkcją Naughty but Nice, podobnie jak przy okazji poprzednich albumów, czuwali duet Rob Tyger i Kay Denar. Oprócz stałych współpracowników wokalistki swój wkład w krążek mieli Bülent Aris – autor sześciu kompozycji z albumu w tym ballady „Happy Anniversary” stworzonej wspólnie z Markiem Terenzim oraz samą wokalistką. Anthony Freeman współstworzył natomiast pięć utworów m.in. piosenkę „Paradise”, w której użyczył również swojego wokalu. Johnny Douglas, popularny songwriter znany ze współpracy z George’em Michaelem, Kylie Minogue i Tomem Jonesem to twórca kompozycji „You're the Kinda Man”.
Do pracy nad albumem wokalistka zaprosiła również znanego producenta Booya oraz Casselle i June Rollocks, którzy współstworzyli kompozycje „Change” oraz „One More Night”. W efekcie album zawiera różne gatunkowo piosenki – szybkie i melodyjne kompozycje z wyraźnym brzmieniem gitar („You Are My Desire”, „Keep Imagining”), czy soulowe ballady nagrane z licznym chórem („Thank You”).

## Promocja
W celach promocyjnych Sarah Connor wyruszyła w trasę koncertową „Naughty but Nice Tour” po krajach niemieckojęzycznych w roku 2005. Wokalistka zagrała dwadzieścia trzy koncerty na scenach w Niemczech, Austrii i Szwajcarii prezentując utwory z pierwszych czterech albumów studyjnych. W trasie koncertowej gościnnie uczestniczył Marc Terenzi, który w wybranych miejscach wraz z Connor wykonywał balladę „Just One Last Dance”. Z powodu nieobecności na kilku koncertach, utwór ten został zastąpiony. Na całą trasę koncertową składało się pięć różnych setlist pogrupowanych tematycznie. W zależności od miejsca, wokalistka prezentowała osiemnaście bądź dziewiętnaście piosenek.
Scena zawierała duży ekran umiejscowiony pośrodku prezentujący teledyski i krótkie filmy oraz cztery schodkowe wejścia za kulisy – dwa pośrodku oraz kolejne dwa w bocznych miejscach wybiegu. Zespół umiejscowiony był w trzech różnych miejscach, pomiędzy każdymi schodami. Na scenę składał się również kilkumetrowy pomost łączący kolejne miejsca układu tanecznego artystki.

## Single
- Pierwszym singlem promującym album stała się kompozycja „Living to Love You” wydana na rynek muzyczny cztery miesiące przed premierą krążka dnia 8 listopada 2004. Teledysk, zrealizowany w otoczeniu ciepłych barw przedstawia wokalistkę czekającą przez cały rok na swą miłość. Utwór zadebiutował na wysokich pozycjach w krajach niemieckojęzycznych, kilka tygodni później obierając szczyt notowań w Niemczech i Szwajcarii oraz zajmując pozycję #2 na oficjalnej liście najchętniej kupowanych singli w Austrii[9].
- Drugim singlem promującym krążek został utwór „From Zero to Hero” wydany dnia 7 marca 2005, który promował film animowany Roboty[3]. Teledysk prezentuje artystkę wcielającą się w jedną z postaci z kreskówki komunikującą się wraz z pozostałymi bohaterami. Klip przedstawia również wokalistkę wykonującą wraz z tancerzami układ taneczny oraz sceny z filmu animowanego. Singel przez trzy tygodnie zajmował szczyt niemieckiego notowania najpopularniejszych singli oraz znalazł się w Top 5 oficjalnych notowań w Austrii i Szwajcarii[10]. Dzięki wysokim pozycjom na listach przebojów, singel zadebiutował na miejscu #36 notowania najczęściej kupowanych singli na świecie[10].

| Rok  | Singel               | Album            | Pozycje na listach | Pozycje na listach | Pozycje na listach |
| Rok  | Singel               | Album            | GER                | AUT                | SWI                |
| ---- | -------------------- | ---------------- | ------------------ | ------------------ | ------------------ |
| 2004 | „Living to Love You” | Naughty but Nice | 1                  | 2                  | 1                  |
| 2005 | „From Zero to Hero”  | Naughty but Nice | 1                  | 2                  | 5                  |

## Lista utworów
1. „Living to Love You” (Rob Tyger, Kay Denar) – 3:13
2. „Paradise” (Bülent Aris, Terri Bjerre, Anthony Freeman, Ivo Moring) – 3:17
3. „From Zero to Hero” (Rob Tyger, Kay Denar) – 3:31
4. „I Just Started Being Bad” (Rob Tyger, Kay Denar, Ek) – 3:29
5. „Thank You” (Bülent Aris, Anthony Freeman) – 3:19
6. „You're the Kinda Man” (Johnny Douglas, Friendship) – 4:27
7. „One More Night (Part II of the Osla Suite Trilogy)” (Bülent Aris, June Rollocks) – 3:17
8. „Keep Imagining” (Bülent Aris, Anthony Freeman) – 4:09
9. „Happy Anniversary” (Anthony Freeman, Marc Terenzi, Sarah Connor) – 3:27
10. „You Are My Desire” (Rob Tyger, Kay Denar) – 3:08
11. „Change” (Casselle, Rob Tyger, Kay Denar) – 3:31
12. „Dolce Vita” (Sarah Connor, Rob Tyger, Kay Denar) – 3:59
13. „Call Me” (Bülent Aris, Terri Bjerre, Berlin) – 3:59
14. „Ohhh (Private Party)” (Bülent Aris, Anthony Freeman) – 3:59
15. „From Zero to Hero [Extended Remix]” – 5:35

## Pozycje na listach
| Lista sprzedaży (2005)       | Najwyższa pozycja |
| ---------------------------- | ----------------- |
| Austria IFPI Albums Chart    | 3                 |
| Japonia Oricon               | 127               |
| Niemcy IFPI Albums Chart     | 1                 |
| Polska ZPAV Albums Chart     | 10                |
| Szwajcaria IFPI Albums Chart | 3                 |

### Certyfikaty
| Państwo    | Certyfikat                                    |
| ---------- | --------------------------------------------- |
| Austria    | Złota płyta Sprzedaż: 10.000 egzemplarzy      |
| Niemcy     | Platynowa płyta Sprzedaż: 200.000 egzemplarzy |
| Szwajcaria | Złota płyta Sprzedaż: 15.000 egzemplarzy      |